# Cryphia eretina
Cryphia eretina là một loài bướm đêm trong họ Noctuidae.